# Grimpa-soques elegant
El grimpa-soques elegant (Xiphorhynchus elegans) és una espècie d'ocell de la família dels furnàrids (Furnariidae) que habita la selva humida del sud-est de Colòmbia, est de l'Equador, nord-est de Bolívia, nord-est i est del Perú i Brasil amazònic.